# 心部 (大圓滿)

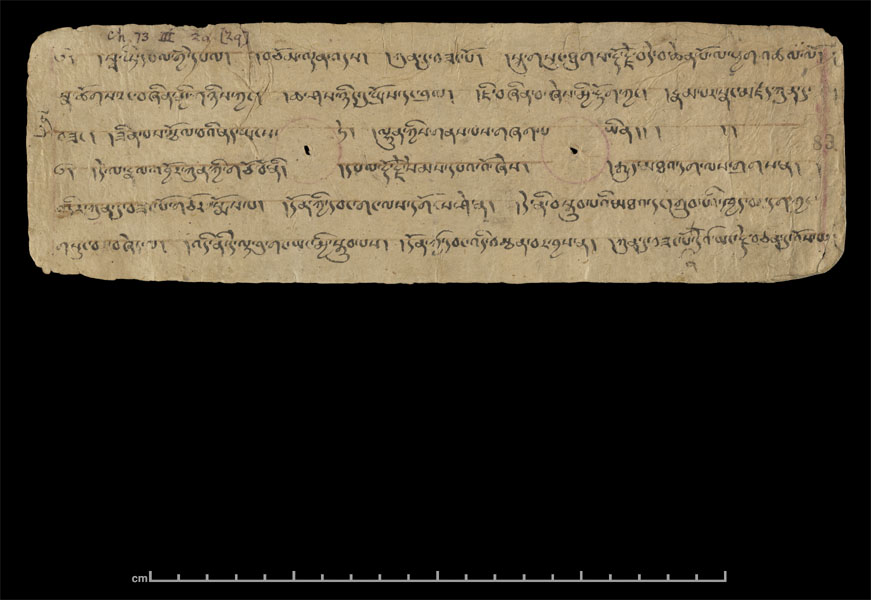
大圓滿法教文字覺性杜鵑，出自敦煌。

心部（藏語：སེམས་སྡེ，威利转写：sems sde，THL：semdé）是大圓滿或阿底瑜伽中三類學門中的一類。主要出現在藏傳佛教寧瑪派的教授。
心部強調心之本性在明晰（藏語：གསལ་བ，威利转写：gsal ba；英語：clarity）或本具的明覺（rigpa）的面向。
貝諾法王表示：不同大圓滿傳承有不同的教法手段，從而發展出三類學門，心部是其中之一。其他兩類學門有：界部（Longde；強調空性）與訣竅部（Menngagde）。心部的傳承祖師主要有：吉祥獅子（Sri Singha）與譯師毘盧遮那（Vairotsana）。